# Sozialstaat
Ein Sozialstaat ist ein Staat, der in seinem Handeln als Staatsziele soziale Sicherheit und soziale Gerechtigkeit anstrebt, um die Teilhabe aller an den gesellschaftlichen und politischen Entwicklungen zu gewährleisten. Bezeichnend ist auch die konkrete Gesamtheit staatlicher Einrichtungen, Steuerungsmaßnahmen und Normen, um das Ziel zu erreichen, Lebensrisiken und soziale Folgewirkungen abzufedern. Der Staat verpflichtet sich, in Gesetzgebung und Verwaltung für einen sozialen Ausgleich der Gesellschaft zu sorgen.
Die konkrete Gestaltung des Sozialstaates erfolgt in der Sozialpolitik.

## Zu den BegriffenSozialstaatundWohlfahrtsstaat
1894 hat der österreichische Jurist und linksliberale Politiker Julius Ofner in seiner Schrift Studien sozialer Jurisprudenz als Erster den Begriff Sozialstaat verwendet und geprägt, wobei er diesen unbedingt zusammenhängend mit Demokratie und Rechtsstaat begriff.
Der Begriff des Sozialstaats, der vor allem in der politischen und juristischen Diskussion Verwendung findet, dient häufig zur Selbstbeschreibung und Abgrenzung der deutschen Sozialordnung vom Versorgungs- bzw. Wohlfahrtsstaat nach skandinavischem Vorbild. Aus der international vergleichenden Perspektive wird in den Sozialwissenschaften jedoch dem aus dem Englischen entlehnten Begriff des Wohlfahrtsstaats der Vorzug gegeben. Nach Franz-Xaver Kaufmann handelt es sich hier „um verschiedene nationale Varianten des gleichen Typus gesamtgesellschaftlicher Entwicklungen“. Im Unterschied zum deutschen Terminus verweist „welfare state“ aber mehr auf die „Gesamtheit der Wohlfahrtseinrichtungen“ und nicht nur auf „ein Element der verfassungsmäßigen Bestimmung des Staates“.
Häufig anzutreffende Selbstbeschreibungen des Sozialstaates, die zur Unterscheidung herangezogen werden, betonen Differenzen in der Zielbestimmung des Sozialstaates gegenüber dem Wohlfahrtsstaat. Der Sozialstaat verfolge das Ziel, dem Menschen insbesondere in unverschuldeten Notlagen, die aus eigener Kraft nicht mehr bewältigt werden können, zur Seite zu stehen und darüber hinaus durch langfristig angelegte Maßnahmen diesen Notlagen vorzubeugen (Subsidiarität), während der Wohlfahrtsstaat weiter reichende Maßnahmen zur Steigerung des sozialen, materiellen und kulturellen Wohlergehens seiner Bürger ergreife.

## Geschichte
Bereits in der Antike und im Mittelalter gab es vereinzelt Versuche von Seiten des Staates, die materielle Not seiner Bürger oder Untertanen zu lindern. Dahinter stand seit jeher auch der Gedanke, Unruhen und Aufstände zu verhindern und für politische Stabilität zu sorgen.
Auch die Ursprünge des modernen Sozialstaatsgedankens gehen auf solche Überlegungen zurück. Entwickelt hat sich der Sozialstaat im 19. Jahrhundert als Folge der industriellen Revolution und der Massenverelendung breiter Bevölkerungsschichten. Die Lohnarbeit wurde zum Normalfall. Menschen sind jetzt abhängig beschäftigt, erhalten Lohn für ihre Erwerbstätigkeit und haben kein Einkommen, wenn sie nicht arbeiten, weil sie krank, zu alt, zu jung oder arbeitslos sind. Die Absicherung vor der Industrialisierung durch die Großfamilie und durch Nebenerwerb in der Landwirtschaft schrumpfte und fiel weg. Der Sozialstaat basiert auf der Erkenntnis, dass Eigentum die Basis für die Ausübung von Rechten ist und dass Freiheit substanzlos bleibt, wenn ihre Ausübung nicht durch Eigentum gewährleistet ist. Durch staatliche Umverteilung sollten Arme und Schwache eine elementare Grundsicherung erhalten.
Soziales Handeln war aber immer zugleich Ordnungspolitik, die auf die Erhaltung des sozialen Friedens abzielte. So sollten die unter Reichskanzler Otto von Bismarck in den 1880er Jahren in Deutschland eingeführte Renten-, Kranken- und Unfallversicherungen die wachsende Bevölkerungsschicht der Industriearbeiter von revolutionären Bestrebungen abhalten. Der Schwerbeschädigtenschutz wurde nach dem Ersten Weltkrieg 1919, die Arbeitslosenversicherung zur Zeit des wirtschaftlichen Aufschwungs 1927 nach den Erfahrungen der Inflationszeit und die Pflegeversicherung 1995, zur Entlastung der wegen des prozentualen Anstiegs der älteren Bevölkerungsgruppen anstehenden Belastungen der staatlichen Haushalte, eingeführt.
Seit dem Zweiten Weltkrieg wurden die sozialstaatlichen Leistungen in fast allen westeuropäischen Staaten über die reine Grundsicherung hinaus erweitert.